# Fredzilla
Fred (apodado Fredzilla) es un personaje ficticio que aparece en los cómics estadounidenses publicados por Marvel Comics. Es miembro del equipo de superhéroes Big Hero 6.
El personaje aparece en la película animada Big Hero 6 de 2014, con la voz de T. J. Miller, y en la serie animada posterior con la voz de Brooks Wheelan. Esta versión de él es un hombre caucásico que es fanático de los cómics y usa un traje de dragón que respira fuego.

## Historial de publicaciones
El personaje fue creado por Chris Claremont y David Nakayama y apareció por primera vez en Big Hero 6 # 1 (septiembre de 2008). Él y Wasabi-No-Ginger debían servir como sustitutos de los actuales miembros Sunpyre y Samurái de Ebon.

## Biografía ficticia
Apodado Fredzilla, se revela que desciende de los Ainu, un grupo de indígenas de Japón, y que pasó un tiempo creciendo en una base secreta de S.H.I.E.L.D. en Japón. Casi nada se sabe de Fredzilla salvo que anteriormente era un estudiante estadounidense.
Se enfrentó a nuevos villanos que amenazaban Tokio entre los que se encontraba Bruto, Whiplash y Gunsmith. Tras la batalla que dejó al Instituto de Ciencias Avanzadas de Tezuka en ruinas, Big Hero 6 fue enviado a los Estados Unidos como estudiantes encubiertos de la escuela japonesa. Allí se encontrarían con Fredzilla y le incorporarían a su equipo ya que él ya tenía allí el cometido de proteger a los equipos internacionales que habían acudido a participar en el certamen.
Honey Lemon y GoGo Tomago deciden comprobar si se pueden fiar de él lo que acabará en un enfrentamiento entre Fredzilla y la mayor parte de los Big Hero 6. Tras este breve conflicto, Fred les enseñó aquello de lo que era realmente fiel, el equipo de futbol que entrenaba, como metáfora de que no traicionaría al grupo. Ayudó al resto de los Big Hero 6 a enfrentarse también al ejército hasta poder volver de nuevo a Japón.

## Poderes y habilidades
Fred puede transformarse en un Kaiju parecido a Godzilla. Además, puede manifestar el aura de su forma de Kaiju que solo se puede ver desde ciertas perspectivas.

## En otros medios

### Versión de Disney

#### Película
Fred aparece en la película animada Big Hero 6 de Walt Disney Animation Studios 2014, con la voz de T. J. Miller. En la película, se lo representa como un aficionado al cómic que trabaja como mascota en el Instituto de Tecnología de San Fransokyo. Hablando de Miller, el codirector Chris Williams dijo que "es un verdadero estudiante de comedia. Hay muchas capas en su actuación, por lo que Fred terminó convirtiéndose en un personaje más rico de lo que cualquiera podría esperar". En gran parte de los materiales promocionales, Fred inicializa su apellido como "L".
Fred se considera a sí mismo un "gran entusiasta de la ciencia" y siempre le pide a sus amigos que construyan y diseñen cosas que están fuera de las leyes de la probabilidad. Fred tiene un traje de dragón azul construido para él por Hiro que le permite saltar grandes distancias y disparar fuego. Durante la película, los amigos de Fred aprenden que en realidad es increíblemente rico, y proporciona la base secreta (su enorme casa), el apoyo financiero y la capacitación necesaria para que se conviertan en superhéroes. En la escena posterior a los créditos, Fred abre accidentalmente una puerta secreta en su casa, en la que encuentra disfraces y equipos de superhéroes. Fred luego descubre que estos pertenecen a su padre (expresado por Stan Lee y animado a su semejanza), un superhéroe retirado, cuando regresa inesperadamente de sus vacaciones. Mientras se abrazan, él dice que él y Fred tienen mucho de qué hablar.

#### Televisión
Fred aparece en Big Hero 6: The Series, con la voz de Brooks Wheelan. En el primer episodio, "Baymax Returns", Fred revela su nombre completo como Frederick Frederickson IV (volviendo a conectar el material promocional). Empuja al equipo para continuar la lucha contra el crimen y se le ocurre el nombre "Big Hero 6". Se demuestra que Fred es muy consciente de sus propios errores y en "Fred's Bro-Tillion" hizo todo lo posible para tener éxito en complacer a su madre, que al final acepta las peculiaridades de Fred. El apodo "Fredzilla" se pronuncia por primera vez cuando se refiere a sí mismo como tal a partir de "The Impatient Patient". A pesar de estar empleado en SFIT, Fred no tiene una tarjeta de acceso como cualquiera de los estudiantes. En el episodio "Mini-Max", se muestra que Fred tiene un lado destructivo incontrolable cuando nadie está luchando contra el crimen con él, lo que hace que Hiro diseñe un "compañero" (en realidad una especie de niñera) llamado Mini-Max. El episodio revela que es aracnofóbico hasta el punto de que se tensa. Sin embargo, también se muestra que es capaz de inducir una postulación contradictoria cuando sacó un sistema de defensa defectuoso al preguntar qué significaba para él atacar una amenaza cuando la amenaza podría ser ella misma.
En la segunda temporada, Fred obtiene un nuevo atuendo de camaleón llamado "Fredmeleon" que le permite aferrarse a las paredes, usar una lengua adhesiva y alargada y le da la capacidad de volverse invisible. En el lado negativo, el atuendo no le da un súper salto como su traje principal. El episodio "Major Blast" revela que Fred tiene un automóvil de juguete atorado en la oreja desde que tenía ocho años y se supone que es la causa de gran parte de su torpeza. En el mismo episodio, está muy implícito que sufre de TDAH debido a que constantemente se distrae y se dispara por las tangentes. En la tercera temporada, Fred gana un interés amoroso en la forma de Olivia Mole, la prima de su archienemigo Richardson Mole.

#### Videojuegos
Fred hace una aparición junto con el resto de Big Hero 6 en Kingdom Hearts III.